# Morcillo
Pour l’article homonyme, voir Morzillo.
Morcillo est une commune de la province de Cáceres dans la communauté autonome d'Estrémadure en Espagne.